# Шиловская (Шенкурский район)
Шиловская — нежилая деревня в Шенкурском районе Архангельской области. Входит в состав муниципального образования «Усть-Паденьгское».

## География
Деревня расположена в южной части Архангельской области, в таёжной зоне, в пределах северной части Русской равнины, в 28 километрах на юг от города Шенкурска, на правом берегу реки Вага, близ впадения в неё притока Шереньга. Ближайшие населённые пункты: на северо-востоке, на противоположенном берегу реки Шереньга, расположены деревни Рохмачевская, Тронинская и Горская.
Часовой пояс
Шиловская, как и вся Архангельская область, находится в часовой зоне МСК (московское время). Смещение применяемого времени относительно UTC составляет +3:00.

## Население
| 2002 | 2010 | 2012 |
| ---- | ---- | ---- |
| 8    | ↘0   | →0   |

## История
В «Списке населенных мест Архангельской губернии к 1905 году» деревня Шиловская(Малышкина) насчитывает 15 дворов, 62 мужчины и 78 женщин.  В административном отношении деревня входила в состав Шеренгского сельского общества Устьпаденгской волости.
1 января 1917 года деревни расположеные по реке Шереньге были выделены в Шеренгскую волость.
На 1 мая 1922 года в поселении 29 дворов, 48 мужчин и 73 женщины.